# أبو موسى الجزولي
أبو موسى الجزولي (540هـ - 607 هـ) كان إماما في علم النحو، كثير الاطلاع على دقائقه غريبه وشاذه، وصنف فيه المقدمة التي سماها القانون، ولقد أتى فيها بالعجائب، وهي في غاية الإيجاز مع اشتمالها على كثير من النحو، ولم يسبق أن صنف مثلها، واعتنى بها الدارسون من كل حدب فشرحوها، ومنهم من وضع لها أمثلة 0 ومع هذا كله فلا تفهم حقيقتها، وهو أول من أدخل صحاح الجوهري إلى المغرب، من آثاره المقدمة الجزولية في النحو.

## سيرته

### نسبه
هو أبو موسى عيسى بن عبد العزيز بن يلبخت بن عيسى بن ومارلي الجزولي اليزدكتني ويلبخت بفتح الياء وفتح اللام المشددة هو اسم من يلا والبخت، ويلا عند المصامدة وهم أهل سوس بمعنى له أو عنده فهو يعني صاحب البخت أو ذو الحظ، ويومارلي بضم الياء المثناة من تحتها وسكون الواو وفتح الميم وبعد الألف راء مكسورة ثم ياء ساكنة مثناة من تحتها وبعدها لام ثم ياء، واسم بربري ٱيضا، والجزولي بضم الجيم والزاي وسكون الواو وبعدها لام، نسبة إلى قبيلة جزولة وهي بطن البربر إحدى قبائل سوس، واليزدكتني، بفتح الياء آخر الحروف وسكون الزاي وفتح الدال المهملة وسكون الكاف وفتح التاء المثناة من فوقها ثم نون،  نسبة إلى موضع بجزولة.

### حياته
ولد الجزولي بإيداء وغرداء من جزولة سنة 540هـ، وإيداء بكسر الهمزة معناه طائفة أو أهل، ثم واو مفتوحة بمعنى ابن، وأمه تيلمان بتاء معلو وياء مد ولام مشدد مفتوح وميم وألف ونون، وهو مقتضب من تين الأمان، ومعنى تين صاحبة، بنت تيفاوت بتاء مسفول وياء مد وألف وواو ساكن وتاء معلو ومعناه الضياء. استقر أبو موسى بمراكش، وهي آنذاك عاصمة الدولة الموحدية بالمغرب والأندلس، وكانت مدينة مراكش تعج بالعلماء والأدباء والنحاة، حتى اجتمع من خيرة علماء الكون داخل المدينة، وازدهرت حاضرت مراكش فبنيت بها الحممات والمرافق العمومية.
وشاع ذكر الجزولي في الآفاق، واشتهر أمره فتكاثر عليه طلبة العلم وانثالوا من كل صوب عليه، حتى ضاق عليهم ذلك المسجد الذي كان يدرس فيه الجزولي، فانتقل إلى مسجد ابن الأبكم شمالي محلة الشرقيين أسفل ممر باب أغمات الأعظم إلى جهة العوادين.

### وفاته
اختلف المؤرخون في تاريخ وفاة الجزولي، فقيل سنة 609هـ وقيل 610هـ وأرجح الأقوال أنه توفي بمراكش سنة 607 هـ الموافق ل 1210م.

## رحلته وطلب العلم
رحل الجزولي إلى طلب العلم، فحج أولا ثم دخل إلى الديار المصرية، وقرأ على الشيخ أبي محمد بن بري، رئيس النحويين بالبلاد المصرية، وذكر بعض المتأخرين في تصنيفه أنه قرأ الجمل على ابن بري، وسأله عن مسائل على أبواب الكتاب فأجابه ابن بري عنها، وجرى فيها بحث بين الطلبة حصلت منه فوائد علقها الجزولي مفردة، فجاءت كالمقدمة فيها كلام غامض
وعقود لطيفة وإشارات إلى أول صناعة النحو غريبة،  وعكف على قراءة النحو عند ابي محمد بن بري، وقرأ عليه تاج اللغة وصحاح العربية للعلامة الجوهري، وكتبه بخطه، وروي هنالك أيضًا عن مهذب الدين أبي المحاسن مهلب بن الحسن بن بركات بن علي بن غياث بن سلمان المهلبي النحوي اللغوي، بالإسكندرية عن أبي الطاهر السلفي. ثم عاد إلى بلاد المغرب، وٱقام وقتا في بجاية وألميرية يعلم القرآن، ثم تولى الخطابة بجامع مراكش.

### شيوخه
ٱخذ الجزولي العلم على يد أشهر وأبرع علماء عصره، ومن بينهم:
- أبو عبد الله محمد بن بري بن عبد الجبار المقدسي النحوي اللغوي
- محمد بن عبد الملك الشنتيري
- مهلب بن الحسن بن بركات بن عي بن غياث بن سلمان المهلبي النحوي اللغوي[2]
- أبو طاهر السلفي[2]
- أبي حفص عمر بن أبي بكر بن إبراهيم التميمي السعدي الصقيلي[2]
- ٱبي محمد الحجري.

### تلاميذه
تتلمذ على يد أبو موسى الجزولي خلق كثير، منهم من نبغ وداع صيته، ومنهم من أصبح عالما بالنحو في زمانه، ولعل من أشهر تلاميذ الجزولي:
- محمد بن أحمد بن عبد الملك الفهري الذهبي المعروف بابن الشواش
- أبو عبد الله محمد بن قاسم بن منداس[2]
- زكرياء يحي بن علي بن الحسن بن حبوس الهمداني[2]
- أبو عبد الله محمد بن علي بن بلقين القلعي بن طرفة[2]
- أبو إسحاق بن غالب.[2]
- أبو دريس يعقوب بن يوسف الصنهاجي[2]
- أبو إسحاق بن القشاش.
- أبو بكر عبد الرحمان بن دحمان[2]
- أبو الحجاج بن علاء الناس[2]
- أبو الحسن بن القطان
- ٱبو زيد المكادي
- أبو عبد الله بن إبراهيم الوشقي[2]
- ابن أبي الربيع بن محمد الأيلاني
- عبد الكريم بن محمد الخزاعي
- ٱبو زكرياء يحي بن معط بن عبد النور الزواوي

## مؤلفاته
صنف الجزولي مؤلفات في مختلف علوم اللغة والنحو، من ٱشهر مصنفاته:
- المقدمة الجزولية في النحو.
- شرح بنات سعاد.[4]
- أمالي في النحو.
- شرح أصول ابن السراج.[4]
- شرح إيضاح الفارسي جملة وشرح شواهده مفردة.
- تنبيهات وتعليقات على الكتاب لسيبويه.